# 県道145号 (台湾)
県道145号（けんどう145ごう）は、彰化県埤頭郷から嘉義県六脚郷を結ぶ、全長51.561kmの台湾の県道である。

## 通過する自治体
- 彰化県
  - 埤頭郷
  - 渓州郷
- 雲林県
  - 西螺鎮
  - 虎尾鎮
  - 土庫鎮
  - 元長郷
  - 北港鎮
- 嘉義県
  - 六脚郷

## 接続する道路
- 県道150号
- 台19線
- 県道152号
- 県道154号
- 県道156号
- 県道145乙線
- 県道158号
- 台78線（インターチェンジ）
- 県道158甲線
- 県道145甲線
- 県道160号
- 台19線

## 施設
- 呉厝国小学校
- 揚子高中学校
- 客厝国小学校
- 西螺大橋
- 媽祖大橋

## 支線

### 甲線
県道145号甲線（けんどう145ごうこうせん）は、雲林県土庫鎮から嘉義県新港郷中庄までを結ぶ全長、13.1kmの台湾の県道である。

#### 通過する自治体
- 雲林県
  - 土庫郷
  - 元長郷
- 嘉義県
  - 新港郷

#### 接続する道路
- 県道145号
- 県道157号

#### 施設
- 新生国小学校

### 乙線
県道145号乙線（けんどう145ごうおつせん）は、雲林県虎尾鎮から同県莿桐郷大美までを結ぶ全長、9.63kmの台湾の県道である。

#### 通過する自治体
- 雲林県
  - 虎尾鎮
  - 莿桐郷

#### 接続する道路
- 県道145号
- 台1線
- 台1丁線

#### 施設
- 台湾高速鉄道雲林駅